# Isla Clavering
La isla Clavering  (en danés: Clavering Ø) es una gran isla costera localizada en la costa oriental de Groenlandia, al oeste de Wollaston Foreland. Tiene una superficie de 1.535 km², que la convierten en la séptima isla mayor de Groenlandia y en la 251º del mundo.  

## Población
La isla de Clavering está deshabitada. 

## Historia
Fue nombrada por la segunda Expedición Polar Norte de Alemania (1869-1870) como Clavering Insel para conmemorar Douglas Charles Clavering (1794-1827), el comandante en 1823 del barco HMS Griper, que exploró la zona y que, en la costa sur de esta isla, tuvo el primer (y último) encuentro que los europeos hicieron con los ahora extintos inuit de Groenlandia Nordeste.
A finales de agosto de 1823, Clavering y la tripulación del HMS Griper se encontraron con un grupo de doce inuit, incluyendo hombres, mujeres y niños. En su diario, Clavering describió sus tiendas de piel de foca, las canoas, y las ropas, los arpones y lanzas con puntas de hueso y de hierro meteórico, y su apariencia física (piel «moreno cobriza», «pelo negro y rostros redondos; su manos y pies muy carnosos, y muy hinchados»). Destacó su habilidad para despellejar una foca, la costumbre de rociar agua sobre las focas o morsas antes de despellejarlas, y su asombro ante la demostración de las armas de fuego de caza.
Se han encontrado huesos de bueyes almizcleros en los yacimientos inuit de la isla, pero de estos animales Clavering no informa en su diario en 1823. Un gran número de huesos del Ártico sugieren que los inuits se vieron forzados a la caza de animales más pequeños después de la extinción de los bueyes almizcleros en la zona. Después de que los inuits desaparecieran, los bueyes almizcleros regresaron, y el primer par de bueyes almizcleros vivos que se llevó a Europa fueron capturados en la isla Clavering en 1899.